# Região paleoártica

O Reino Paleártico ou região paleoártica, a maior região biogeográfica do planeta.

A região paleoártica ou paleártico é a região zoogeográfica que inclui a Europa, Norte de África, grande parte da Arábia e a Ásia a norte do Himalaia. A palavra é composta do antepositivo paleo (grego: velho), em referência ao Velho Mundo, com ártico, com o significado de Norte.
Estas designações seguem a antiga denominação de "Velho Mundo" para a Eurásia e a África, com o prefixo de "velho" (paleo em grego) - região paleártica ou paleoártica e região paleotropical e de "Novo Mundo" para as Américas, com o prefixo de "novo" (neo em grego) - região neoártica, sendo estes nomes aplicados às regiões biogeográficas.
Esta região é parte de uma região ainda maior, a do complexo Holoártico, cuja maior parte dos animais mamíferos, pertencentes à superordem Laurasiatheria, são descendentes dos da Laurásia, um antigo continente do norte do Planeta Terra que se formou após a divisão do supercontinente Pangeia entre uma metade norte (a mencionada Laurásia) e uma metade sul, a Gondwana. O mesmo se parece verificar em relação a muitas espécies de plantas.

## Regiões ecológicas

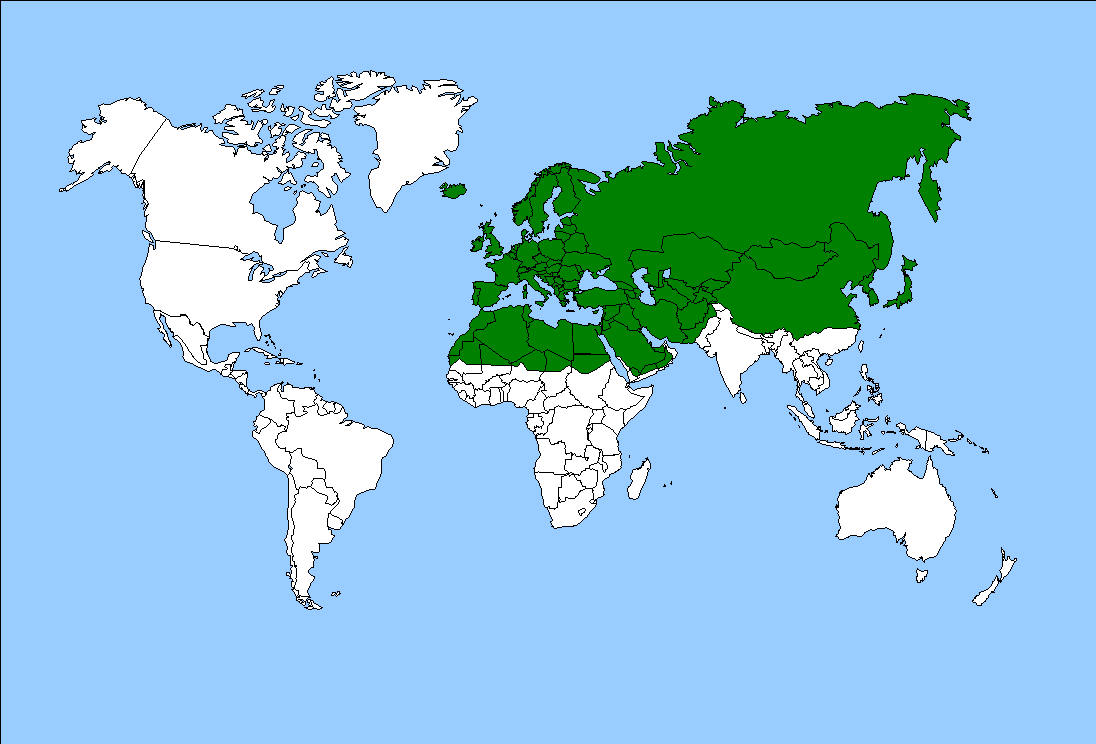
Outro mapa da região paleártica.

O Reino Paleoártico ou grande região Paleoártica divide-se em outras regiões biogeográficas mais pequenas:
- Euro-Siberiana (Europa e Sibéria) (a maior da Paleoártica);
- Bacia do Mediterrâneo;
- Macaronésica (ou Macaronésia) (tem diversos arcaísmos biológicos, sobretudo nas plantas, pertencentes ao Reino florístico Holoártico);
- Irano-Turaniana ou Asiática Ocidental e Asiática Central;
- Sino-Japonesa ou Asiática Oriental (Setentrional);
- Saaro-Arábica (ou Saaro-Árabe) (faz a transição com a Afro-tropical ou Etíope ou Etiópica mas tem maior afinidade com a Paleoártica).